# Jacques Futrelle

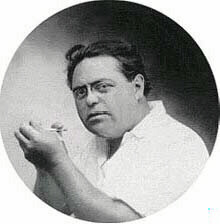
Jacques Futrelle

Jacques Futrelle (* 9. April 1875 im Pike County als John Heath Futrell, Georgia; † 15. April 1912 im Nordatlantik beim Untergang der Titanic) war ein US-amerikanischer Schriftsteller. Seine bekanntesten Werke sind die Kurzgeschichten um die Denkmaschine, Professor Augustus S. F. X. van Dusen, die in Deutschland vor allem in Form der Radiohörspiele von Michael Koser bekannt sind.

## Leben
Jacques Futrelle kam am 9. April 1875 als Sohn des College-Lehrers Wiley Harmon Heath Futrell (1847–1918) und dessen Ehefrau Linnie (geb. Bevill) zur Welt. Die Familie stammte von eingewanderten französischen Hugenotten ab.
Futrelle arbeitete zunächst als Journalist für den Sportteil des Atlanta Journal und später für den New York Herald, die Boston Post und den Boston American. 1902 wurde er Manager eines kleinen Theaters in Richmond, Virginia, wo er Stücke zu schreiben begann und auch selbst in mehreren Aufführungen mitspielte. 1905 wurde im Boston American der erste Fall der Denkmaschine veröffentlicht, in Form der als Fortsetzungsgeschichte abgedruckten Erzählung Das sicherste Gefängnis der Welt (Original: The Problem of Cell 13). Am 17. Juli 1895 heiratete Futrelle die amerikanische Schriftstellerin Lily May Peel (1876–1967). Aus der Ehe gingen zwei Kinder hervor: Virginia Futrell Raymond (* 8. November 1896; † 1981) und John Peel Futrell (* 20. November 1898; † 1979).
Nachdem er bis 1906 beim Boston American beschäftigt war, verließ Futrelle den Journalismus, um sich auf seine Tätigkeit als Schriftsteller zu konzentrieren. Den Großteil seiner Zeit verbrachte er bis zu seinem vorzeitigen Tod 1912 in einem Haus in Scituate, Massachusetts, das er „Stepping Stones“ genannt hatte.
In der Nacht vom 9. auf den 10. April 1912 feierte Futrelle mit Freunden in London seinen 37. Geburtstag bis 3 Uhr morgens; unausgeschlafen machte er sich mit seiner Frau am nächsten Morgen auf den Weg zur Anlegestelle der Titanic in Southampton, mit der das Paar als Passagiere Erster Klasse in die USA reisen wollte. Das Paar belegte die Kabine C-123. Futrelle kam bei dem Untergang ums Leben: Während der Evakuierungsaktion mitten in der Nacht weigerte er sich, sich zu seiner Frau in ein Rettungsboot zu gesellen. Ihrer überlieferten Aussage nach hoffte er, eine höhere Überlebenschance zu haben, wenn er sprang. Futrelle versank am 15. April 1912 mitsamt der Titanic im Nordatlantik. Am 29. Juli 1912 starb Futrelles Mutter, Linnie; ihr Tod wird mit der Trauer um den Sohn in Verbindung gebracht.
Futrelles Witwe May starb am 29. Oktober 1967 in Plymouth, Massachusetts.
Futrelle erscheint als Protagonist in dem Roman The Titanic Murders von Max Allan Collins, der zwei Morde auf der Titanic zum Thema hat. Er tritt auch in der Episode Professor van Dusen und die sieben Detektive (Folge 50, 1988) der Hörspielreihe von Michael Koser auf.

## Werke

### Erzählungen
Futrelle hat insgesamt 50 Van-Dusen-Kurzgeschichten verfasst.
Folgende Erzählungen dienten als Vorlagen für Krimihörspiele von Michael Koser:
- The Problem of Cell 13 (1907); Vorlage zu Das sicherste Gefängnis der Welt
- A Dressing Room (1908); Vorlage zu Stirb schön mit Shakespeare
- The Lost Radium; Vorlage zu Eine Unze Radium
- The Man Who Was Lost; Vorlage zu Der Mann, der seinen Kopf verlor
- The Motor Boat; Vorlage zu Van Dusens erster Fall
- The Scarlet Thread; Vorlage zu Mord bei Gaslicht

### Romane
- The Chase of the Golden Plate (1906)
- The Simple Case of Susan (1908)
- The Thinking Machine on the Case (1908)
- The Diamond Master (1909)
- Elusive Isabel (1909)
- The High Hand (1911)
- My Lady's Garter (1912)
- Blind Man's Bluff (1914)

### Zeitgenössische Artikel zu Futrelles Tod
- Futrelle Refused to Enter Lifeboat. In: New York Times. 19. April 1912. S. 6.
- Futrelle's Mother is Dead. In: New York Times. 30. Juli 1912. S. 1.
- Says Ismay Ruled in Titanic's Boats. In: New York Times. 26. Juni 1915. S. 6.

### Biografie
- Freddie Seymour und Bettina Kyper, The Thinking Machine: Jacques Futrelle, Dennisport, Massachusetts, 1995, ISBN 0-9645193-0-5